# Before We Drown
Before We Drown è un singolo del gruppo musicale britannico Depeche Mode, pubblicato il 9 febbraio 2024 come sesto estratto dal quindicesimo album in studio Memento mori.

## Descrizione
Il brano è uno dei pochi dell'album a non figurare Martin Gore come compositore. È infatti stato realizzato dal frontman Dave Gahan insieme ai turnisti Peter Gordeno e Christian Eigner.

## Video musicale
Il video, diretto da Anton Corbijn, è stato reso disponibile il 29 gennaio 2024 attraverso il canale YouTube del duo.

## Tracce
Testi e musiche di Dave Gahan, Peter Gordeno e Christian Eigner.
1. Before We Drown (AC Wet Remix) – 5:03
2. Before We Drown (Signl Remix) – 7:04
3. Before We Drown (Innellea Remix) – 5:55
4. Before We Drown (Chris Avantgarde Remix) – 3:51

## Formazione
Hanno partecipato alle registrazioni, secondo le note di copertina di Memento mori:
Gruppo
- Dave Gahan – voce principale
- Martin Gore – strumentazione, voce

Altri musicisti
- Marta Salogni – programmazione aggiuntiva
- James Ford – sintetizzatore, programmazione, pianoforte, chitarra, basso e pedal steel guitar aggiuntivi, batteria, percussioni
- Davide Rossi – arrangiamento strumenti ad arco, violino, violoncello
- Luanne Homzy – violino
- Desiree Hazley – violino
- Christian Eigner – programmazione originale
- Peter Gordeno – programmazione originale

Produzione
- James Ford – produzione
- Marta Salogni – ingegneria del suono, missaggio
- Gregg White – assistenza tecnica (Shangri-La)
- Adrian Hierholzer – registrazione aggiuntiva della voce (Blanco Studio)
- Francine Perry – assistenza al missaggio
- Grace Banks – assistenza al missaggio
- Matt Colton – mastering